# آرتور گوورکیان
آرتور کارلنی گوورکیان (ارمنی: Արթուր Կառլենի Գևորգյան; انگلیسی: Artur Geworkýan؛ زادهٔ ۲۲ نوامبر ۱۹۸۴) یک بازیکن فوتبال اهل ترکمنستان است. گوورکیان ارمنی‌تبار می‌باشد
از باشگاه‌هایی که در آن بازی کرده‌است می‌توان به باشگاه فوتبال نسف قرشی و باشگاه فوتبال پاختاکور اشاره کرد.
وی همچنین در تیم ملی فوتبال ترکمنستان بازی کرده است.